# James Lovelock
James Ephraim Lovelock (Letchworth Garden City, 1919. július 26. – 2022. július 26.) független angol tudós, szerző, kutató, környezetvédő, akit legfőképpen a Gaia-elmélet modern kori megalkotása miatt ismernek. Maga a Gaia elmélete a görögöktől ered.

## Életpályája
Lovelock Letchworth Garden Cityben született. Kémiát tanult a Manchesteri Egyetemen, majd az orvosi kutatótanács (Medical Research Council) tagja lett. Később független tudósként kapott felkérést a NASA-tól feladata a marsi élet lehetőségének kutatása volt. Ekkor fejlesztette ki a Gaia-elméletét, mely szerint a Föld egy élő organizmus. A globális felmelegedést Lovelock sokkal nagyobb veszélynek tekintette, mint más tudósok.

## Könyvei
- Lovelock, James (2005). Gaia: Medicine for an Ailing Planet. Gaia Books. ISBN 1-85675-231-3
- Lovelock, James (2006). The Revenge of Gaia: Why the Earth Is Fighting Back – and How We Can Still Save Humanity. Santa Barbara (California): Allen Lane. ISBN 0-7139-9914-4

## Magyarul megjelent művei
- Gaia. A földi élet egy új nézőpontból; ford. ifj. Árkos Antal; Göncöl, Budapest, 1990 (Göncöl zsebkönyvek)
- Gaia halványuló arca. Utolsó figyelmeztetés (The Vanishing Face of Gaia. A Final Warning); ford. Barna László; Akadémiai, Budapest, 2010 (Új polihisztor) 207 old. ISBN 978 963 05 8923 9, ISSN 2062-1477